# Annales de Bourgogne
Les Annales de Bourgogne sont une revue scientifique et académique française d'histoire régionale, fondée en 1929 et consacrée à l'histoire des pays bourguignons. Elle publie un volume par an, en quatre livraisons trimestrielles.

## Histoire

### Fondation
Une première revue régionale d'histoire de la Bourgogne, la Revue de Bourgogne, lancée en 1911, ne dure que jusqu'en 1926. Les Annales de Bourgogne sont fondées en 1929, sous l'impulsion d'Henri Drouot, directeur de la rédaction et de René Durand, professeur à la faculté des Lettres, administrateur. Cette création s'inscrit dans un contexte d'éclosion de plusieurs revues régionalistes en Bourgogne, comme le Miroir Dijonnais en 1920 ou l’Essor en 1922.
Le champ d'études de la revue est vaste : la Bourgogne au sens large, des origines à la région contemporaine. La revue est dès sa fondation publiée sous un double patronage, scientifique et académique : l'université de Dijon et l’Académie des sciences, arts et belles-lettres de Dijon, ce qui se reflète dans son comité de rédaction, composé d'universitaires (Louis Stouff, Gaston Roupnel, René Durand, Pierre Petot et Georges Chabot) et d'érudits (Charles Oursel, Maurice Chaume et Jacques Laurent).
Sa création est saluée dans différentes revues régionales comme les Études rhodaniennes et la Revue du Nord mais aussi par Lucien Febvre dans les Annales d'histoire économique et sociale naissantes,.

### La direction de Jean Richard
Dans les années 1960, la revue connaît un infléchissement en accordant une place plus importante aux méthodes et aux outils de la recherche, en phase avec l’historiographie nationale. Elle est alors dirigée par une figure majeure de l'historiographie bourguignonne, Jean Richard, qui succède à Henri Drouot, mort en 1955, comme professeur à l'université de Dijon et à la tête des Annales de Bourgogne. Il est également un personnage central des sociétés savantes de la région.
Depuis 1973, la publication de la revue est assurée par une association support, la « Société des Annales de Bourgogne », dont le siège est à Dijon.
Jean Richard et Pierre Gras, directeur de la bibliothèque municipale de Dijon, constituent le comité de rédaction de la revue jusqu'au début des années 1990. En 1992, Jean Richard fait entrer au conseil d'administration une nouvelle génération d'universitaires : Benoît Garnot, Nicole Gonthier, Alain Saint-Denis et Philippe Poirrier, mais il continue à prendre les décisions essentielles jusqu'à l'instauration à la fin des années 1990, avec son accord, d'un véritable comité de rédaction.

### AuXXIesiècle
À partir de la fin des années 1990, sous l'impulsion des universitaires Alain Dubreucq et Christine Lamarre, les Annales de Bourgogne se structurent plus comme une revue scientifique : véritable comité de rédaction, nouvelle maquette et récurrence des livraisons thématiques. La revue est dirigée par Christine Lamarre, professeure à l'Université de Dijon et membre de plusieurs sociétés savantes bourguignonnes. Néanmoins, le lien entre la revue et celles-ci semble rompu.

## Accès en ligne
Les Annales de Bourgogne sont diffusées par les éditions universitaires de Dijon. La collection 1929-2011 est accessible sur Gallica. Depuis 2022, elle est accessible sur le portail Cairn.info.